# Amplicephalus simpliciusculus
Amplicephalus simpliciusculus är en insektsart som beskrevs av Rauno E. Linnavuori 1955. Amplicephalus simpliciusculus ingår i släktet Amplicephalus och familjen dvärgstritar. Inga underarter finns listade i Catalogue of Life.